# ويلمر واتس
ويلمر واتس (بالإنجليزية: Wilmer Watts)‏ هو كاتب أغاني أمريكي، ولد في 1892 في كارولاينا الشمالية في الولايات المتحدة، وتوفي في 1 أغسطس 1943.

## روابط خارجية
- ويلمر واتس على موقع أول ميوزيك (الإنجليزية)